# Sobradelo da Goma
Sobradelo da Goma é uma freguesia portuguesa do município de Póvoa de Lanhoso, com 10,23 km² de área e 695 habitantes (censo de 2021). A sua densidade populacional é 67,9 hab./km².

## Demografia
A população registada nos censos foi:
| Distribuição da População por Grupos Etários | Distribuição da População por Grupos Etários | Distribuição da População por Grupos Etários | Distribuição da População por Grupos Etários | Distribuição da População por Grupos Etários |
| -------------------------------------------- | -------------------------------------------- | -------------------------------------------- | -------------------------------------------- | -------------------------------------------- |
| Ano                                          | 0-14 Anos                                    | 15-24 Anos                                   | 25-64 Anos                                   | > 65 Anos                                    |
| 2001                                         | 219                                          | 196                                          | 502                                          | 188                                          |
| 2011                                         | 92                                           | 86                                           | 405                                          | 211                                          |
| 2021                                         | 55                                           | 54                                           | 347                                          | 239                                          |